# Park Beukenstein
Park Beukenstein ligt aan de Hoofdstraat 57 in de Utrechtse plaats Driebergen, achter het verpleeghuis Beukenstein.
Het terrein van Beukenstein was omstreeks 1800 nog agrarische grond, die bij het landgoed Rijsenburg behoorde. In de negentiende eeuw ontstond langs de zuidwestrand van de Utrechtse Heuvelrug de Stichtse Lustwarande, een zone met architectonisch boeiende, grote landhuizen en lommerrijke parken. Beukenstein wordt aan de zuidoostzijde begrensd door het voormalige buitenhuis Kraaijbeek dat ook gesticht werd op een terrein dat behoorde tot het landgoed Rijsenburg. 
De buitenplaats Beukenstein werd als belegging gesticht door  Margarethe de Jong de bewoonster van Sparrendaal. Het bijbehorende parkje werd in de loop der tijd uitgebreid door grondaankopen. Weduwe M. de Jong was getrouwd was geweest met Petrus Judocus van Oosthuyse. Het huis stond op een iets verhoogd terrein en ter nagedachtenis aan haar overleden man werd de buitenplaats door de weduwe Petrusburg gedoopt, later verbasterd tot Pietersberg. De bouwstijl vertoonde grote overeenkomst met de bebouwing aan het Kerkplein bij de kerk in Rijsenburg. Na het overlijden van Margaretha van Oosthuyse-de Jongh kwam de buitenplaats in het bezit van haar schoonzoon Jacobus Josephus van Rijckevorsel die inmiddels weduwnaar was. 
In het begin van de jaren negentig van de 19e eeuw werd Pietersberg eigendom van Jacobus Rudolphus Hendrik Neervoort van de Poll (1862-1924) en zijn vrouw Marthe Jeanne Elsine Geertruida Philippine Zubli. De entomoloog Neervoort van de Poll zou later directielid van Artis worden.  Hij liet in 1893 het oude huis afbreken en bouwde in 1894 een grote villa in eclectische stijl op die plaats. De bijgebouwen werden toen vernieuwd. De naam van het landgoed Pietersberg werd veranderd in Beukenstein. Door grondaankopen werd het goed aanzienlijk vergroot. Door nieuwe grondaankopen in het begin van de 20ste eeuw werd het gebied van de buitenplaats verder vergroot. 
Beukenstein werd in de periode voor 1940 bewoond door een Joodse familie. Tijdens de oorlog was in de villa Beukenstein een afdeling van de Gestapo en de Abwehr gevestigd.
De Gestapo infiltreerde samen met de Duitse contraspionagedienst, de Abwehr, vanuit Beukenstein en Beukenhorst de radioverbindingen tussen de Engelse geheime dienst en het Nederlandse verzet. Daardoor konden de gestuurde geheim agenten in handen van de Duitsers en verloren 54 van de gedropte 59 agenten het leven. 

## Verpleeghuis
Begin jaren ’70 van de 20ste werd de villa afgebroken en werd het huidige verpleeghuis gebouwd. Eind negentiger jaren werd besloten om het verwaarloosde park van Beukenstein in oude luister te herstellen. Van de Japanse tuin was toen nog wel veel beplanting aanwezig. De bruggetjes, poorten en lantaarns in Japanse stijl zijn verdwenen. Het 3,6 hectare parkbos bij Beukestein werd in 2024 aangekocht door het Utrechts Landschap. 

## Bewoners
- 1818 - Margaretha de Jongh (eigenaresse)
- jkh D. Hooft (huurder)
- Jacobus Joseph van Rijckevorsel
- Jacobus Rudolphus Hendrik Neervoort van de Poll